# Chapel Amble
Chapel Amble – wieś w Anglii, w Kornwalii. Leży 69 km na północny wschód od miasta Penzance i 347 km na zachód od Londynu.